# 成国 (拘弥)
成国（？—175年），东汉时拘弥王。
西域长史赵评在于阗，因生恶性脓疮而死，赵评的儿子前往迎接灵柩，路上经过拘弥国。成国和于阗王建有怨隙，成国对赵评之子说：“于阗王让匈奴医生将毒药放在伤口上，使令尊致死。”赵评之子信以为真，回来报告敦煌郡太守马达。王敬接任西域长史，马达命王敬秘密调查。王敬去于阗经过拘弥国，拘弥王成国对王敬说：“于阗国人想要立我为王，可用杀西域长史之罪诛杀于阗王建，于阗一定归服。”152年正月，王敬来到于阗杀害于阗王建，自己又被大将输僰杀死，建的儿子安国为于阗王。175年，安国攻打拘弥，斩杀拘弥王成国。